# Ctenogobius clarki
Ctenogobius clarki es una especie de peces de la familia de los Gobiidae en el orden de los Perciformes.

## Morfología
Los machos pueden llegar a alcanzar los  cm de longitud total

## Hábitat
Es un pez de Agua dulce, de clima subtropical y demersal.

## Distribución geográfica
Se encuentra en la China.

## Observaciones
Es inofensivo para los humanos.